# Suzuka Oda
Suzuka Oda (japanisch 小田 すずか Oda Suzuka, * 14. August 1986) ist eine japanische Mangaka und Illustratorin. Sie arbeitet stets als Zeichnerin mit einer Autorin oder einem Autor zusammen. Mehrere Serien, an denen sie beteiligt war, erschienen auch auf Deutsch.

## Werdegang und Werk
Vor und noch zu Anfang ihrer Arbeit für Verlage hat Oda Fancomics zu bekannten Serien (Dōjinshi) selbst verlegt. Dabei handelte es sich um Yaoi-Geschichten zu Durarara!!, Reborn! und The Prince of Tennis. Odas kommerzielles Debüt war 2009 die Serie Psychic Detective Yakumo, für die sie zeichnete und die bis 2016 lief. Die Adaption einer Romanreihe erzählt von einem Studenten mit übernatürlichen Fähigkeiten, der diese für die Aufklärung von Verbrechen einsetzt. Ab 2011 erschien eine deutsche Übersetzung bei Tokyopop. Seit 2016 arbeitet Oda an der Mangaserie Attractive Detectives, ebenfalls die Umsetzung einer Romanreihe. Die Geschichte über einen Detektiv-Schulklub lauter attraktiver Jungen an einer Eliteschule wird von Egmont Manga auf Deutsch verlegt. Seit 2023 ist Oda auch an der Umsetzung des Twisted-Wonderland-Franchise als Manga beteiligt.

## Bibliografie (Auswahl)
- Psychic Detective Yakumo (心霊探偵八雲 第 Shinrei Tantei Yakumo, 2009–2016, 14 Bände, Zeichnungen)
- Attractive Detectives (心霊探偵八雲 第 Shinrei Tantei Yakumo, seit 2016, 6 Bände, Zeichnungen)
- Conviction Dragnet: Fangnetz des Schicksals (断罪のドラグネット Danzai no Dragnet, seit 2018, 3 Bände, Zeichnungen)
- Akuyaku Reijō wa Yoru Tsugedori o Mezasu (悪役令嬢は夜告鳥をめざす, 2021–2023, 4 Bände, Zeichnungen)
- Twisted Wonderland: Der Manga – Episode of Savanaclaw (seit 2023, 2 Bände, Zeichnungen)